# Salaš Orluškov
Salaš Orluškov je spomenik kulture u Donjem Tavankutu. Nalazi se na adresi Donji Tavankut 1686.
Ovaj je salaš podignut 1870. godine. Nova zgrada i pomoćni objekti dodani su 1900. godine.